# Lutas nos Jogos Pan-Americanos de 2023
As competições de lutas nos Jogos Pan-Americanos de 2023 em Santiago, no Chile, foram realizadas entre 1 e 4 de novembro de 2023 no Centro de Treinamento Olímpico, em Ñuñoa.
Estas disputas foram divididas em duas disciplinas: luta livre e luta greco-romana, por categorias por peso. Os homens competiram em ambas as disciplinas, enquanto as mulheres participaram apenas dos eventos de luta livre, com um total de 18 medalhas de ouro distribuídas (12 para os homens e 6 para as mulheres).

## Qualificação
Um total de 168 lutadores poderiam se classificar para competir. O vencedor de cada categoria nos Jogos Pan-Americanos Júnior de 2021 em Cáli, Colômbia, tiveram classificação automática, juntamente com os quatro melhores de cada categoria nos Campeonatos Pan-Americanos de Lutas de 2022 e 2023. 
O país-sede, Chile, recebeu uma vaga em cada evento, mas seus lutadores deveriam competir em ambas as edições do Campeonato Pan-Americano. Caso o Chile não se classificasse em nenhum dos dois eventos, receberia a quarta vaga disponível no Campeonato Pan-Americano de 2023. Outros seis convites (quatro masculinos e dois femininos) foram distribuídos para Comitês Olímpicos Nacionais sem competidores classificados e que tenham participado dos torneios de qualificação.

## Nações participantes
Um total de 24 CONs classificaram lutadores, com o número de competidores participantes em parênteses.
- ARG Argentina (9)
- BAH Bahamas (1)
- BAR Barbados (1)
- BOL Bolívia (1)
- BRA Brasil (10)
- CAN Canadá (6)
- CHI Chile (14)
- COL Colômbia (11)
- CRC Costa Rica (1)
- CUB Cuba (18)
- ESA El Salvador (1)
- EAI Equipe de Atletas Independentes (2)
- ECU Equador (7)
- USA Estados Unidos (17)
- HON Honduras (5)
- JAM Jamaica (1)
- MEX México (12)
- PAN Panamá (3)
- PAR Paraguai (1)
- PER Peru (4)
- PUR Porto Rico (9)
- DOM República Dominicana (11)
- URU Uruguai (1)
- VEN Venezuela (16)

## Medalhistas

### Greco-Romana
Masculino
| Evento              | Ouro                             | Prata                              | Bronze                         |
| ------------------- | -------------------------------- | ---------------------------------- | ------------------------------ |
| Até 60 kg detalhes  | Ildar Hafizov USA Estados Unidos | Kevin de Armas CUB Cuba            | Jeremy Peralta ECU Equador     |
| Até 60 kg detalhes  | Ildar Hafizov USA Estados Unidos | Kevin de Armas CUB Cuba            | Raiber Rodríguez VEN Venezuela |
| Até 67 kg detalhes  | Luis Orta CUB Cuba               | Julián Horta COL Colômbia          | Nilton Soto PER Peru           |
| Até 67 kg detalhes  | Luis Orta CUB Cuba               | Julián Horta COL Colômbia          | Andrés Montaño ECU Equador     |
| Até 77 kg detalhes  | Kamal Bey USA Estados Unidos     | Joílson Júnior BRA Brasil          | Yosvanys Peña CUB Cuba         |
| Até 77 kg detalhes  | Kamal Bey USA Estados Unidos     | Joílson Júnior BRA Brasil          | Emmanuel Benítez MEX México    |
| Até 87 kg detalhes  | Daniel Grégorich CUB Cuba        | Luis Avendaño VEN Venezuela        | José Moreno CHI Chile          |
| Até 87 kg detalhes  | Daniel Grégorich CUB Cuba        | Luis Avendaño VEN Venezuela        | Carlos Muñoz COL Colômbia      |
| Até 97 kg detalhes  | Gabriel Rosillo CUB Cuba         | Luillys Pérez VEN Venezuela        | Kevin Mejía HON Honduras       |
| Até 97 kg detalhes  | Gabriel Rosillo CUB Cuba         | Luillys Pérez VEN Venezuela        | Igor Queiroz BRA Brasil        |
| Até 130 kg detalhes | Óscar Pino CUB Cuba              | Cohlton Schultz USA Estados Unidos | Moisés Pérez VEN Venezuela     |
| Até 130 kg detalhes | Óscar Pino CUB Cuba              | Cohlton Schultz USA Estados Unidos | Yasmani Acosta CHI Chile       |

### Luta livre
Masculino
| Evento              | Ouro                             | Prata                              | Bronze                           |
| ------------------- | -------------------------------- | ---------------------------------- | -------------------------------- |
| Até 57 kg detalhes  | Zane Richards USA Estados Unidos | Óscar Tigreros COL Colômbia        | Darian Cruz PUR Porto Rico       |
| Até 57 kg detalhes  | Zane Richards USA Estados Unidos | Óscar Tigreros COL Colômbia        | Osmany Diversent CUB Cuba        |
| Até 65 kg detalhes  | Alejandro Valdés CUB Cuba        | Nahshon Garrett USA Estados Unidos | Agustín Destribats ARG Argentina |
| Até 65 kg detalhes  | Alejandro Valdés CUB Cuba        | Nahshon Garrett USA Estados Unidos | Joseph Silva PUR Porto Rico      |
| Até 74 kg detalhes  | Tyler Berger USA Estados Unidos  | Franklin Marén CUB Cuba            | Adam Thomson CAN Canadá          |
| Até 74 kg detalhes  | Tyler Berger USA Estados Unidos  | Franklin Marén CUB Cuba            | Anthony Montero VEN Venezuela    |
| Até 86 kg detalhes  | Yurieski Torreblanca CUB Cuba    | Mark Hall USA Estados Unidos       | Pedro Ceballos VEN Venezuela     |
| Até 86 kg detalhes  | Yurieski Torreblanca CUB Cuba    | Mark Hall USA Estados Unidos       | Hunter Lee CAN Canadá            |
| Até 97 kg detalhes  | Kyle Snyder USA Estados Unidos   | Arturo Silot CUB Cuba              | Cristian Sarco VEN Venezuela     |
| Até 97 kg detalhes  | Kyle Snyder USA Estados Unidos   | Arturo Silot CUB Cuba              | Nishan Randhawa CAN Canadá       |
| Até 125 kg detalhes | Mason Parris USA Estados Unidos  | José Daniel Díaz VEN Venezuela     | Aaron Johnson JAM Jamaica        |
| Até 125 kg detalhes | Mason Parris USA Estados Unidos  | José Daniel Díaz VEN Venezuela     | Catriel Muriel ARG Argentina     |

Feminino
| Evento             | Ouro                                | Prata                            | Bronze                           |
| ------------------ | ----------------------------------- | -------------------------------- | -------------------------------- |
| Até 50 kg detalhes | Yusneylys Guzmán CUB Cuba           | Jacqueline Mollocana ECU Equador | Mariana Rojas VEN Venezuela      |
| Até 53 kg detalhes | Lucía Yépez ECU Equador             | Laura Herin CUB Cuba             | Betzabeth Argüello VEN Venezuela |
| Até 53 kg detalhes | Lucía Yépez ECU Equador             | Laura Herin CUB Cuba             | Antonia Valdés CHI Chile         |
| Até 57 kg detalhes | Giullia Penalber BRA Brasil         | Hannah Taylor CAN Canadá         | Angela Álvarez CUB Cuba          |
| Até 57 kg detalhes | Giullia Penalber BRA Brasil         | Hannah Taylor CAN Canadá         | Luisa Valverde ECU Equador       |
| Até 62 kg detalhes | Laís Nunes BRA Brasil               | María Santana CUB Cuba           | Kayla Miracle USA Estados Unidos |
| Até 62 kg detalhes | Laís Nunes BRA Brasil               | María Santana CUB Cuba           | Katherine Rentería COL Colômbia  |
| Até 68 kg detalhes | Forrest Molinari USA Estados Unidos | Soleymi Caraballo VEN Venezuela  | Nicoll Parrado COL Colômbia      |
| Até 68 kg detalhes | Forrest Molinari USA Estados Unidos | Soleymi Caraballo VEN Venezuela  | Olivia Di Bacco CAN Canadá       |
| Até 76 kg detalhes | Milaimys Marín CUB Cuba             | Tatiana Rentería COL Colômbia    | María Acosta VEN Venezuela       |
| Até 76 kg detalhes | Milaimys Marín CUB Cuba             | Tatiana Rentería COL Colômbia    | Génesis Reasco ECU Equador       |

## Quadro de medalhas
| Ordem | País               | Medalha de ouro | Medalha de prata | Medalha de bronze |    |
| ----- | ------------------ | --------------- | ---------------- | ----------------- | -- |
| 1     | CUB Cuba           | 8               | 5                | 3                 | 16 |
| 2     | USA Estados Unidos | 7               | 3                | 1                 | 11 |
| 3     | BRA Brasil         | 2               | 1                | 1                 | 4  |
| 4     | ECU Equador        | 1               | 1                | 4                 | 6  |
| 5     | VEN Venezuela      |                 | 4                | 8                 | 12 |
| 6     | COL Colômbia       |                 | 3                | 3                 | 6  |
| 7     | CAN Canadá         |                 | 1                | 4                 | 5  |
| 8     | CHI Chile          |                 |                  | 3                 | 3  |
| 9     | ARG Argentina      |                 |                  | 2                 | 2  |
|       | PUR Porto Rico     |                 |                  | 2                 | 2  |
| 11    | HON Honduras       |                 |                  | 1                 | 1  |
|       | JAM Jamaica        |                 |                  | 1                 | 1  |
|       | MEX México         |                 |                  | 1                 | 1  |
|       | PER Peru           |                 |                  | 1                 | 1  |
| TOTAL | TOTAL              | 18              | 18               | 35                | 71 |